# Andreas Faber-Kaiser

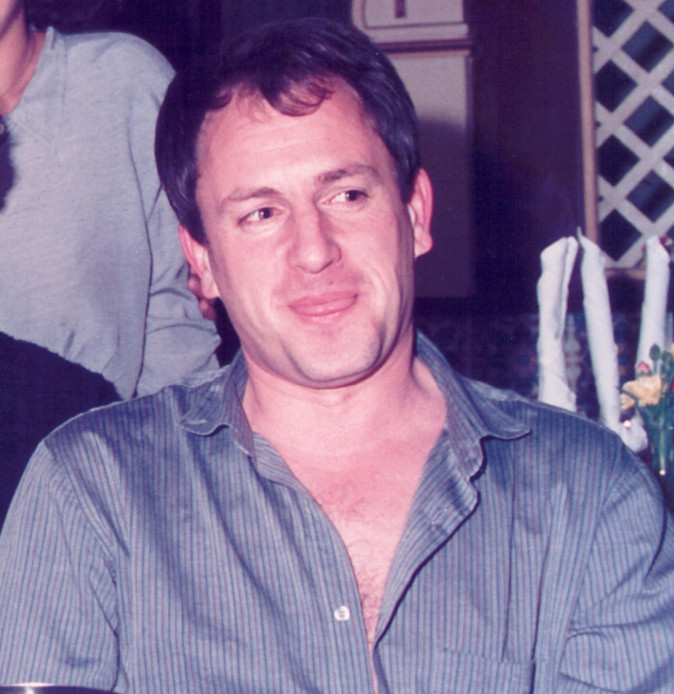
Andreas Faber-Kaiser

Andreas Faber-Kaiser (* 5. April 1944 in Barcelona; † 14. März 1994 ebenda) war ein spanisch/katalanischer Schriftsteller und Ufologe deutscher Abstammung.

## Leben
Nach dem Staatsexamen in Germanistik und dem Lizentiat in Philosophie und Humanistik war er Redakteur der spanischen Zeitschrift Mundo Desconocido („Unbekannte Welt“), die ab 1976 im spanischen Handel erschien. Er war Gründungsmitglied der „Forschungsgesellschaft für Archäologie, Astronautik und SETI (AAS)“. In den Jahren 1976 bis 1982 zeichnete er als Begründer und Herausgeber der spanischen Zeitschriften Más Allá und Mundo Desconocido verantwortlich, die das gesamte Spektrum „geheimnisvoller Erscheinungen“ abdeckten.
Als Autor wurde er international bekannt durch den Bestseller Jesus lebte und starb in Kaschmir, der 1976 erschien und die These vertritt, dass Jesus die Kreuzesqualen überlebte, seine Wunden ausheilte und eine zweite, endgültige Reise nach Kaschmir unternahm, eine Gegend, die Jesus aufgrund einer ersten Reise in Jugendjahren bereits kannte. Als Belege hierfür werden von Faber-Kaiser aufgeführt tibetische Quellen und indische Tempeltexte, die seiner Auffassung nach Jesus als Yuz Asaf ausweisen und ausführlich dessen Reisen beschreiben.
Faber-Kaiser starb 1994 in Barcelona.

## Werke
- 1971: Heilige oder Kosmonauten? (deutsche Neuauflage Ullstein 1997)
- 1972: Cosmos-Generalsekretär Raumfahrttechnik Chronologie
- 1973: Großes Geheimnis von Himmel und Erde
- 1976: Jesus lebte und starb in Kaschmir (deutsche Neuauflage Ullstein 1998)
- 1980: UFO Archiv der CIA – Dokumentation und Memoranden
- 1980: UFO Archiv der CIA – Berichte über Sichtungen
- 1980: UFOS: Amerikanische Militär- und Geheimdienst-Dokumente
- 1984: Die Höhle der Schätze
- 1984: Die Wolken der Täuschung
- 1984: Out of Control
- 1985: Das Geheimnis [Die magischen Inseln Pohnpei und das Geheimnis von Nan Matol]
- 1988: Pakt des Schweigens
- 1989: Die menschliche Puppe